# Cromosoma 15
Con il nome di cromosoma 15 si indica, per convenzione, il quindicesimo cromosoma autosomico umano in ordine di grandezza (calcolando anche il cromosoma X, risulta essere il sedicesimo). Gli individui presentano solitamente due copie del cromosoma 15, come di ogni autosoma. Il cromosoma 15 possiede circa 100 milioni di nucleotidi. I due cromosomi 15 rappresentano quasi il 3,5% del DNA totale nelle cellule umane.
Il cromosoma 15 contiene oltre 800 geni. Si ritiene che possa contenerne fino a 900.
Il numero di polimorfismi a singolo nucleotide (SNP)  è di oltre 325.000.

## Geni
I seguenti sono alcuni dei geni identificati sul cromosoma 15:
- FAH: fumarilacetoacetato idrolasi;
- FBN1: fibrillina 1 (legata alla sindrome di Marfan);
- HEXA: esosaminidasi A (polipeptide alfa);
- IVD: isovaleril coenzima A deidrogenasi;
- OCA2: gene correlato all'albinismo oculocutaneo di tipo II;
- RAD51: omologo di RAD51 di Saccharomyces cerevisiae (omologo di RecA di Escherichia coli);
- STRC: stereocilina;
- UBE3A: ubiquitin protein ligasi E3A (correlata alla sindrome di Angelman);
- PML: proteina della leucemia promielocitica che forma, in seguito a traslocazione t(15, 17), una proteina di fusione con RARalpha.

## Malattie
Alcune patologie legate a problemi a carico del cromosoma 15:
- acidemia isovalerica;
- cancro alla mammella;
- malattia di Tay-Sachs;
- sindrome di Angelman;
- sindrome di Marfan;
- sindrome di Prader-Willi;
- sordità non sindromica;
- INVDUP15 o IDIC15;
- tirosinemia.

## Anomalie cromosomiche
Tra le principali anomalie cromosomiche relative al cromosoma 15 figurano la sindrome di Angelman e quella di Prader-Willi.
- La sindrome di Angelman (AS) è dovuta alla perdita di espressione genica a livello di una specifica regione cromosomica, la 15q11-q13. Questo locus contiene il gene UBE3A che, se mutato o assente, causa le caratteristiche tipiche della sindrome. L'individuo presenta solitamente due copie di UBE3A, ognuna ricevuta da uno dei due genitori. Entrambe le copie sono attive in molti dei tessuti dell'organismo. Nei tessuti cerebrali, invece, solo la copia ereditata per via materna è attiva (secondo un fenomeno denominato imprinting genomico). Se la copia materna viene persa per mutazione o delezione, dunque, l'individuo non avrà più alcuna copia funzionale del gene.

Nel 70% dei casi, la sindrome di Angelman insorge per una delezione della regione cromosomica contenente UBE3A a carico del cromosoma materno. Il 10% dei casi, invece, è legato ad una mutazione direttamente a carico del gene UBE3A. In altri casi (da 3% al 7%) l'insorgenza della patologia è da ascrivere alla presenza di disomia uniparentale paterna. In questi casi, i due cromosomi 15 sono entrambi di origine paterna. In un altro 3% dei casi la causa genetica è da ricercare in un difetto a carico della regione genetica coinvolta nel controllo dell'attivazione di UBE3A e degli altri geni ad imprinting materno. I casi restanti sono legati ad una traslocazione o ad una mutazione in geni che regolano l'espressione di UBE3A.
- La sindrome di Prader-Willi è causata dalla perdita di geni attivi in una parte specifica del cromosoma 15, la regione 15q11-q13. Normalmente si hanno due copie di questo cromosoma in ogni cellula, una copia da ogni genitore. La sindrome di Prader-Willi si verifica quando la copia paterna è parzialmente o interamente mancante. I ricercatori stanno lavorando per identificare i geni nel cromosoma 15 che sono responsabili dei tratti caratteristici della sindrome di Prader-Willi.

In circa il 70% dei casi, la sindrome di Prader-Willi insorge quando la regione 15q11-q13 del cromosoma 15 paterno viene deleto. I geni in questa regione sono normalmente attivi sulla copia paterna del cromosoma e sono inattivi su quella materna. Pertanto, una persona con una delezione nel cromosoma 15 paterno non avrà geni attivi in questa regione.
In circa il 25% dei casi, una persona con la sindrome di Prader-Willi possiede due copie materne del cromosoma 15 in ogni cellula invece di una copia da entrambi i genitori. Questo fenomeno prende il nome di disomia uniparentale materna. Poiché alcuni geni sono normalmente attivi solo sulla copia paterna di questo cromosoma, una persona con due copie materne del cromosoma 15 non avrà copie attive di questi geni.
In una piccola percentuale di casi, la sindrome di Prader-Willi è causata da un riarrangiamento cromosomico chiamato traslocazione. Raramente, la malattia è causata da un'anomalia nella regione del DNA che controlla l'attività dei geni sul cromosoma 15 paterno.
- Altre condizioni cromosomiche (INVDUP15 o IDIC15): Uno specifico cambiamento cromosomico chiamato cromosoma 15 isodicentrico (chiamato precedentemente duplicazione invertita) può influire su crescita e sviluppo. Questo piccolo cromosoma extra è composto da materiale genetico proveniente dal cromosoma 15 che è stato anormalmente duplicato (copiato) e attaccato estremità ad estremità. In alcuni casi, il cromosoma extra è molto piccolo e non ha effetti sulla salute della persona. Da un cromosoma 15 isodicentrico più grande può derivare un tono muscolare debole (ipotonia), ritardo mentale, apoplessie e disturbi del comportamento. Inoltre, segni e sintomi dell'autismo (un disordine dello sviluppo che colpisce la comunicazione e l'interazione sociale) sono stati associati con la presenza di un cromosoma 15 isodicentrico.

Altri cambiamenti nel numero o nella struttura del cromosoma 15 possono causare ritardo mentale, crescita e sviluppo rallentati, ipotonia, e tratti facciali caratteristici. Questi cambiamenti includono una copia extra di parte del cromosoma 15 in tutte le cellule (trisomia 15 parziale) o un segmento mancante del cromosoma in tutte le cellule (monosomia 15 parziale). In alcuni casi, alcuni dei mattoni di costruzione del DNA cromosomiale (nucleotidi) sono deleti o duplicati.